# Paracinema acutipennis
Paracinema acutipennis är en insektsart som först beskrevs av Bolívar, I. 1914.  Paracinema acutipennis ingår i släktet Paracinema och familjen gräshoppor. Inga underarter finns listade i Catalogue of Life.